# Laurene Powell Jobs
Laurene Powell Jobs (West Milford, 6 november 1963) is een Amerikaanse zakenvrouw, oprichter en bestuurder van Emerson Collective, een organisatie die gericht is op verbetering van de maatschappij. Emerson Collective zet zich onder meer in voor hervormingen op het gebied van onderwijs en immigratie, sociale rechtvaardigheid en milieubescherming. Ook is Jobs medeoprichter en bestuursvoorzitter van College Track, dat zich richt op het voorbereiden van high school-leerlingen met een achterstand op het college-onderwijs.
Laurene Jobs is weduwe en erfgename van Steve Jobs, die de oprichter en voormalig CEO van Apple Inc. was. Jobs beheert ook het Laurene Powell Jobs Trust.
- Virtual International Authority File: 103156009954749581586